# 8月27日
8月27日（はちがつにじゅうしちにち）は、グレゴリオ暦で年始から239日目（閏年では240日目）にあたり、年末まであと126日ある。

## できごと

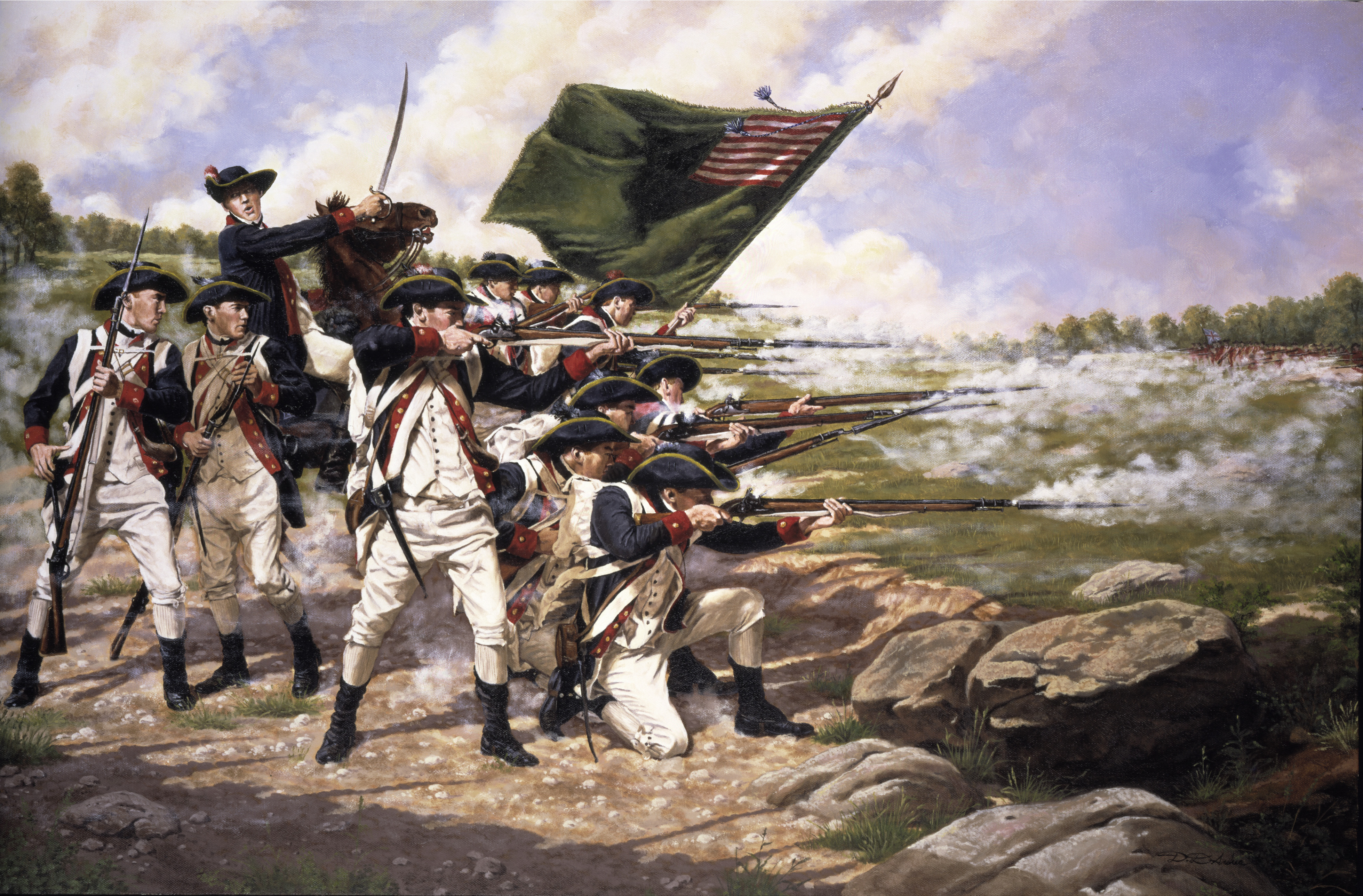
アメリカ独立戦争、ロングアイランドの戦い (1776)

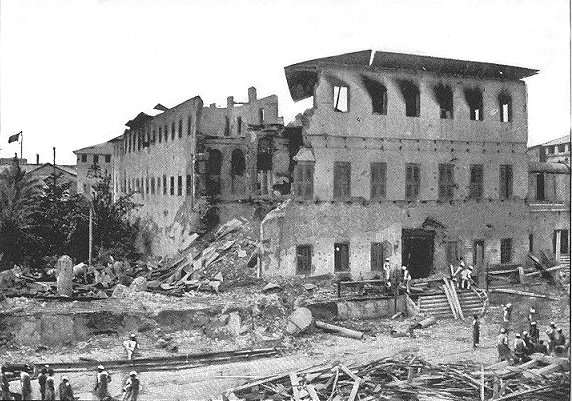
イギリス・ザンジバル戦争 (1896)。スルターンの宮殿が破壊され（画像）戦争は40分で終結

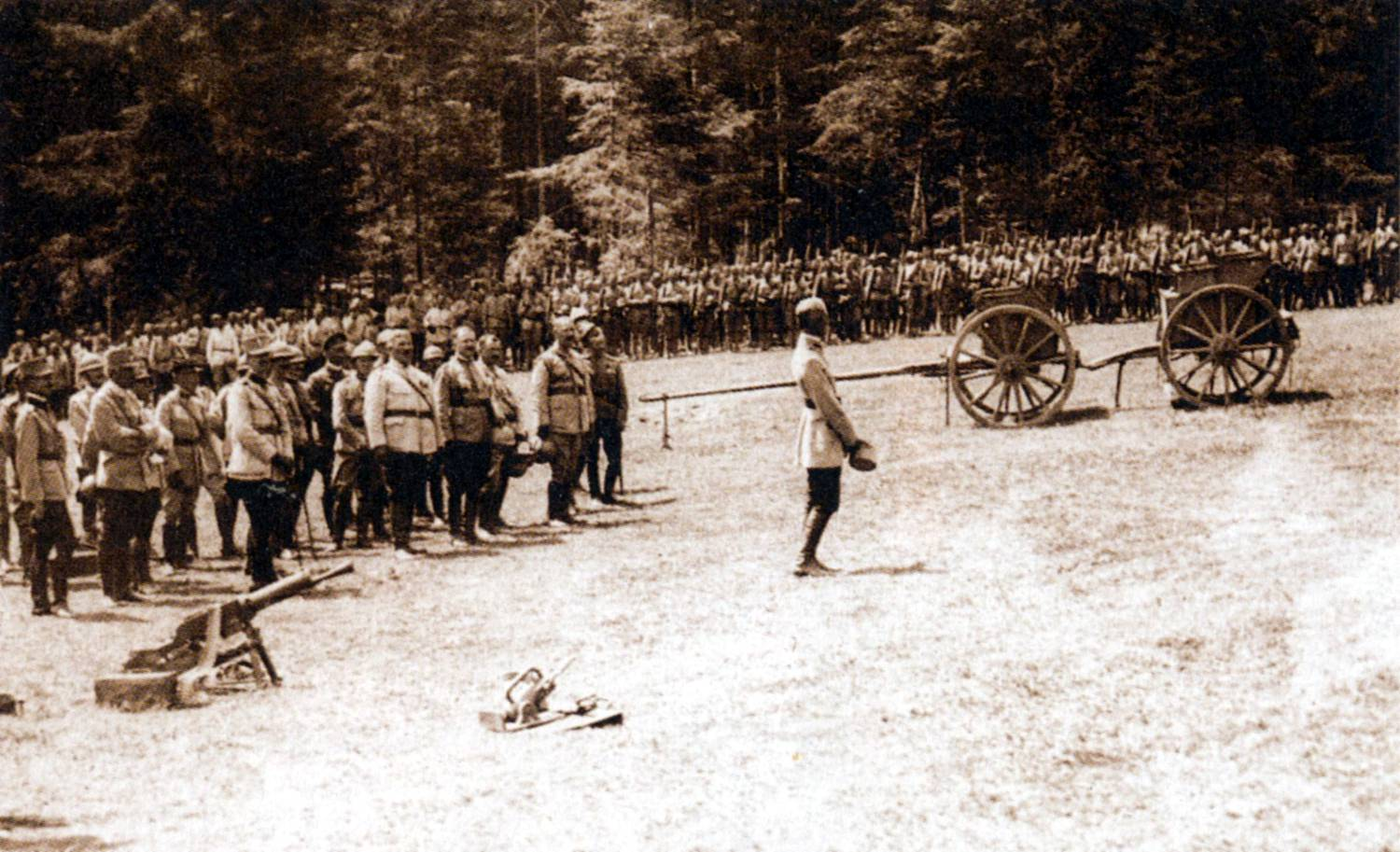
第一次世界大戦、ルーマニアがオーストリア＝ハンガリー帝国に宣戦布告 (1916)。画像は1917年のルーマニア兵

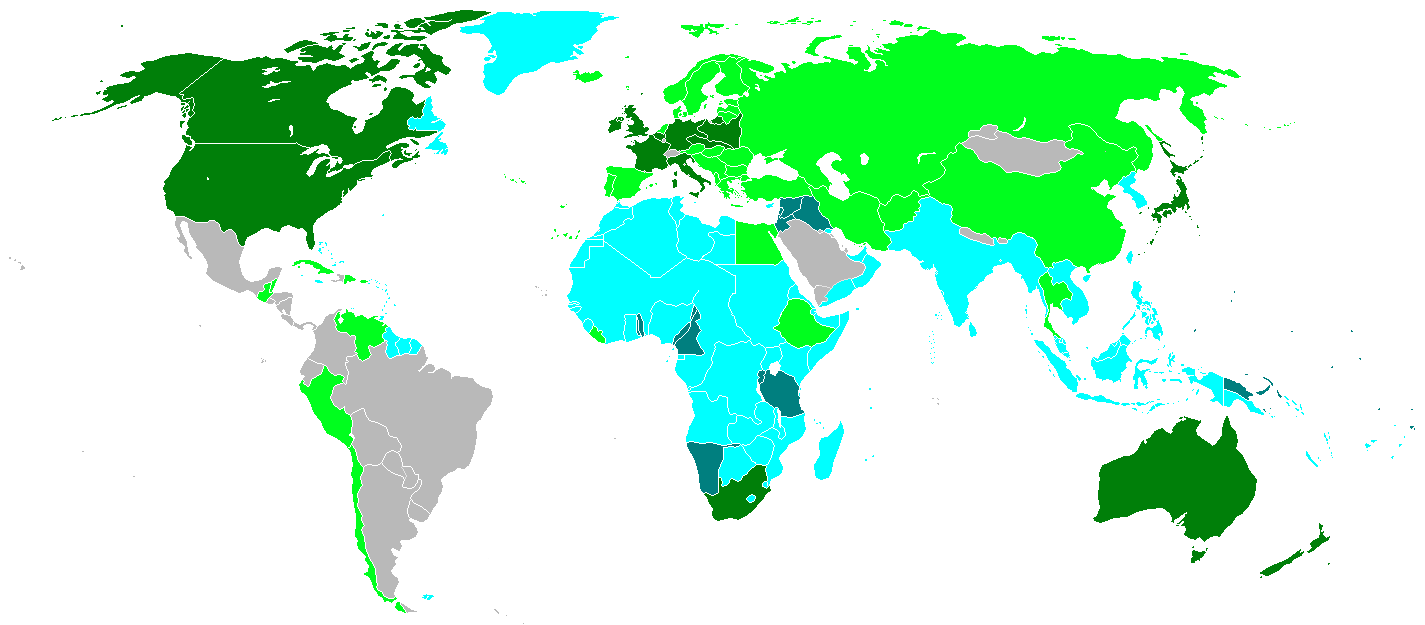
国際紛争の平和的手段による解決を規定した不戦条約 (1928) 締結。画像の濃緑がこの日調印した15ヶ国。日本国憲法第9条第1項のモデルとなった。

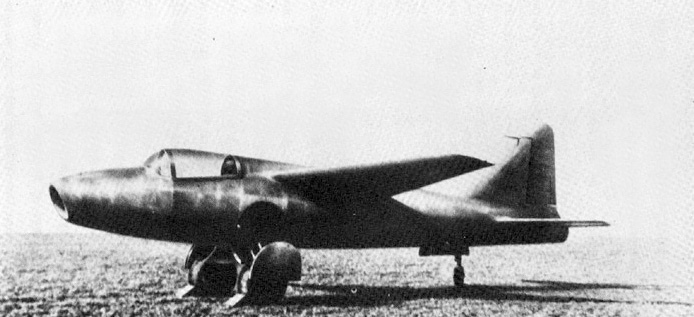
ドイツの航空機He 178、世界初のジェット飛行に成功 (1939)

| 締約國ハ國際紛爭解決ノ爲戰爭ニ訴フルコトヲ非トシ且其ノ相互關係ニ於テ國家ノ政策ノ手段トシテノ戰爭ヲ抛棄スルコトヲ其ノ各自ノ人民ノ名ニ於テ嚴肅ニ宣言ス――第1条 |

映画『男はつらいよ』シリーズ第1作公開（画像は柴又駅前に立つ車寅次郎像）(1969)

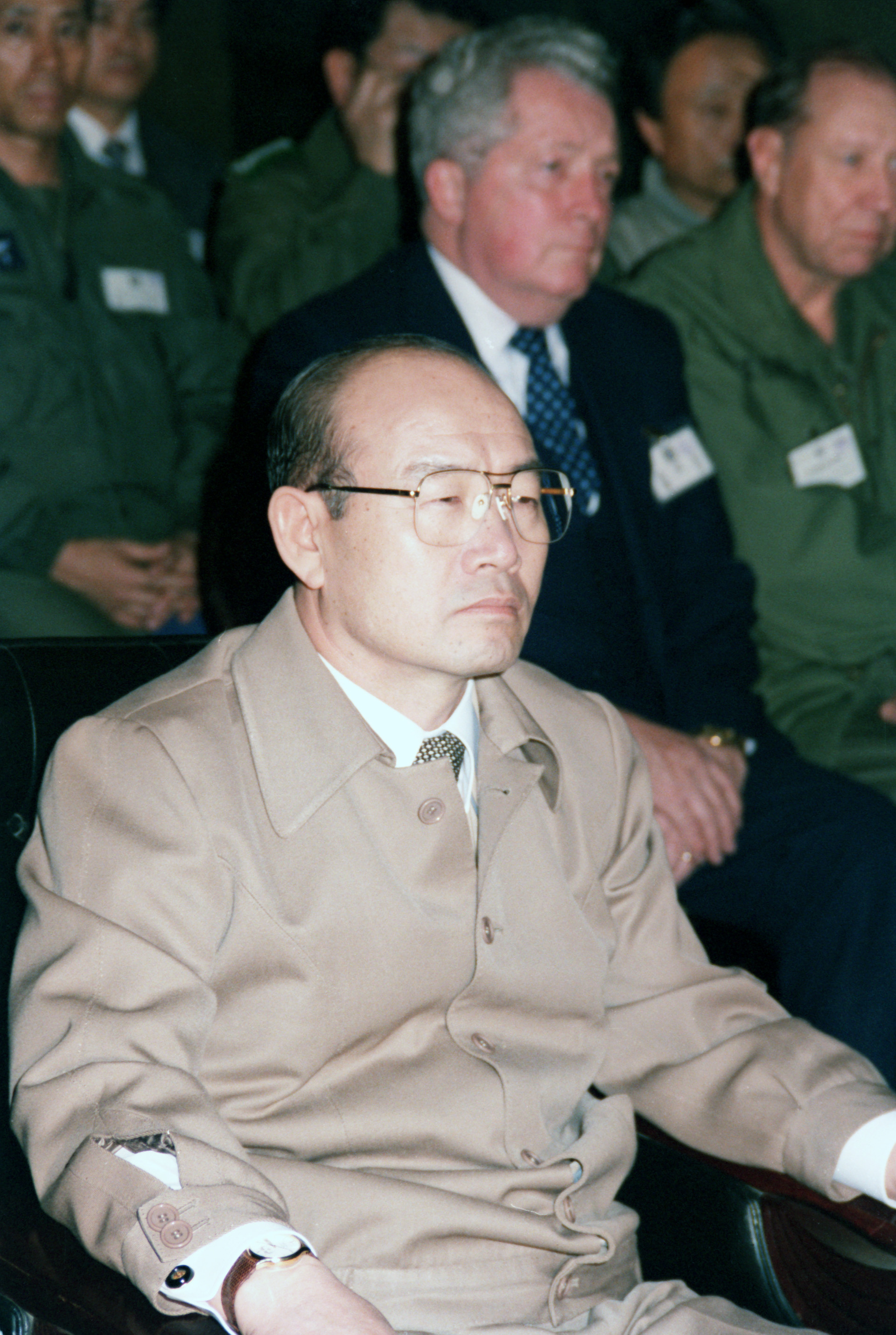
統一主体国民会議。全斗煥、韓国大統領に就任 (1980)

- 紀元前479年 - ペルシャ戦争: プラタイアの戦い。
- 1232年（貞永元年8月10日） - 北条泰時が御成敗式目を制定。
- 1335年（建武2年8月9日） - 足利尊氏が北条時行を討つための征東将軍に任ぜられ、鎌倉へ出発。
- 1597年（慶長2年7月15日） - 慶長の役・漆川梁海戦: 日本水軍が朝鮮水軍を撃滅する。
- 1758年（宝暦8年7月24日） - 宝暦事件。神道学者・竹内式部が公家に尊皇思想を教えたために逮捕される。
- 1776年 - アメリカ独立戦争: ロングアイランドの戦いの本格的な戦闘が始まる。
- 1791年 - 神聖ローマ皇帝レオポルト2世とプロイセン王フリードリヒ・ヴィルヘルム2世がピルニッツ宣言を発する。
- 1883年 - オランダ領東インド（現インドネシア）のクラカタウ島が大噴火。島の3分の2が消失したうえに火砕流や津波が周辺海域にまで及び、36,417名の死者を出す。
- 1889年 - 東武鉄道初の路線・久喜-北千住間開業（現伊勢崎線）開業。
- 1896年 - イギリス・ザンジバル戦争。大英帝国がザンジバル・スルタン国を破る。40分間で終結した世界最短の戦争。
- 1916年 - 第一次世界大戦: ルーマニアがオーストリア＝ハンガリー帝国に宣戦布告。
- 1928年 - 不戦条約（ケロッグ・ブリアン協定）が結ばれる。
- 1939年 - ハインケル社（ドイツ）のHe178が世界初のジェット飛行に成功。
- 1945年 - 第二次世界大戦・ソ連対日参戦: 敦化事件。
- 1945年 - 特殊慰安施設協会による初の進駐軍向け慰安施設「小町園」が東京都大森に開業した[1]。
- 1949年 - GHQが、カール・シャウプを団長とするシャウプ使節団が提出したシャウプ勧告を発表。
- 1954年 - 日本短波放送（ラジオたんぱ、現・日経ラジオ社）が開局。
- 1955年 - 福岡市天神のパチンコ店が放火され、関係者4人が死傷。火災は付近の店舗に延焼し68戸が全焼[2]。
- 1956年 - 長崎県瀬川村で竜巻が発生。71戸が全壊[3]。
- 1957年 - 茨城県東海村の原子力研究所で日本初の原子炉JRR-1が臨界に達する。
- 1962年 - アメリカの金星探査機マリナー2号が打ち上げ。
- 1963年 - エースコックが「ワンタンメン」を発売開始。
- 1969年 - 映画『男はつらいよ』シリーズ第1作『男はつらいよ』（山田洋次監督・渥美清主演）が公開。
- 1974年 - 宮崎県須木村に航空自衛隊の戦闘機F-104が墜落。乗員は脱出して住民らにも被害は無かったが、民家3軒が全半焼[4]。
- 1979年  - イギリスでルイス・マウントバッテンの乗るヨットがIRA暫定派の仕掛けた爆弾により爆破される。
- 1980年 - 統一主体国民会議で全斗煥が第11代韓国大統領に就任。
- 1986年 - 梅田事件の再審で釧路地裁が無罪判決。
- 1986年 - 東京都の清流復活事業により玉川上水に21年ぶりに通水。
- 1991年 - モルドバがソビエト連邦からの独立を宣言。
- 1991年 - 欧州共同体がバルト三国（エストニア・ラトビア・リトアニア）の独立を承認。
- 1992年 - 金丸信自由民主党副総裁が東京佐川急便から5億円を受け取ったとして副総裁職を辞任。
- 1998年 - 平成10年8月末豪雨（北関東と南東北を中心に大きな被害）[5][6]
- 2002年 - ソニーがベータマックスの生産終了を発表。
- 2006年 - コムエアー5191便離陸失敗事故。ケンタッキー州で、レキシントン発アトランタ行き米コムエアー旅客機が離陸に失敗。
- 2007年 - 第1次安倍改造内閣が発足。
- 2017年 - グラスゴーで開催された2017年世界バドミントン選手権大会で、奥原希望が日本人初の世界選手権女子シングル制覇。

## 誕生日

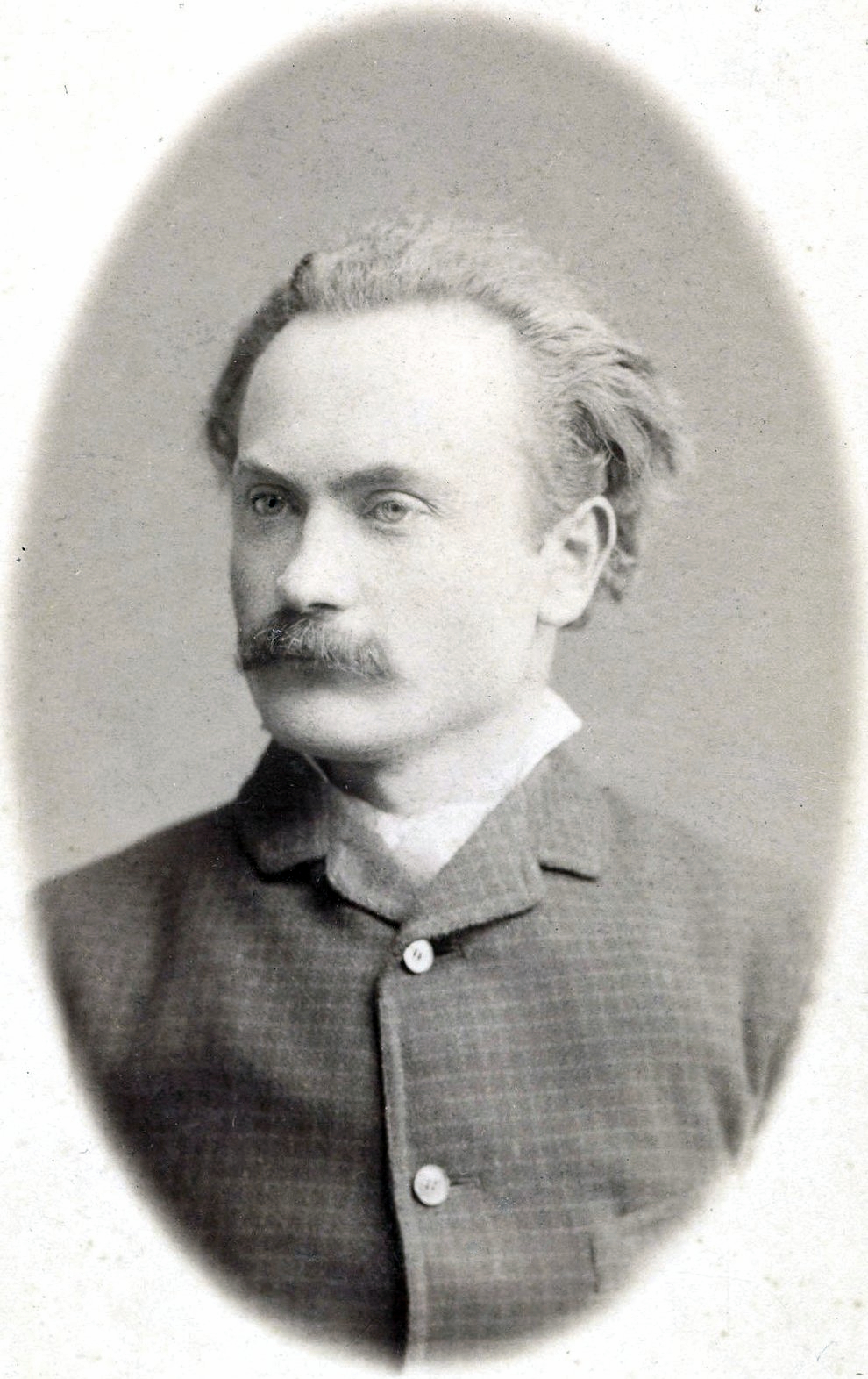
詩人イヴァン・フランコ (1866-1916) 誕生

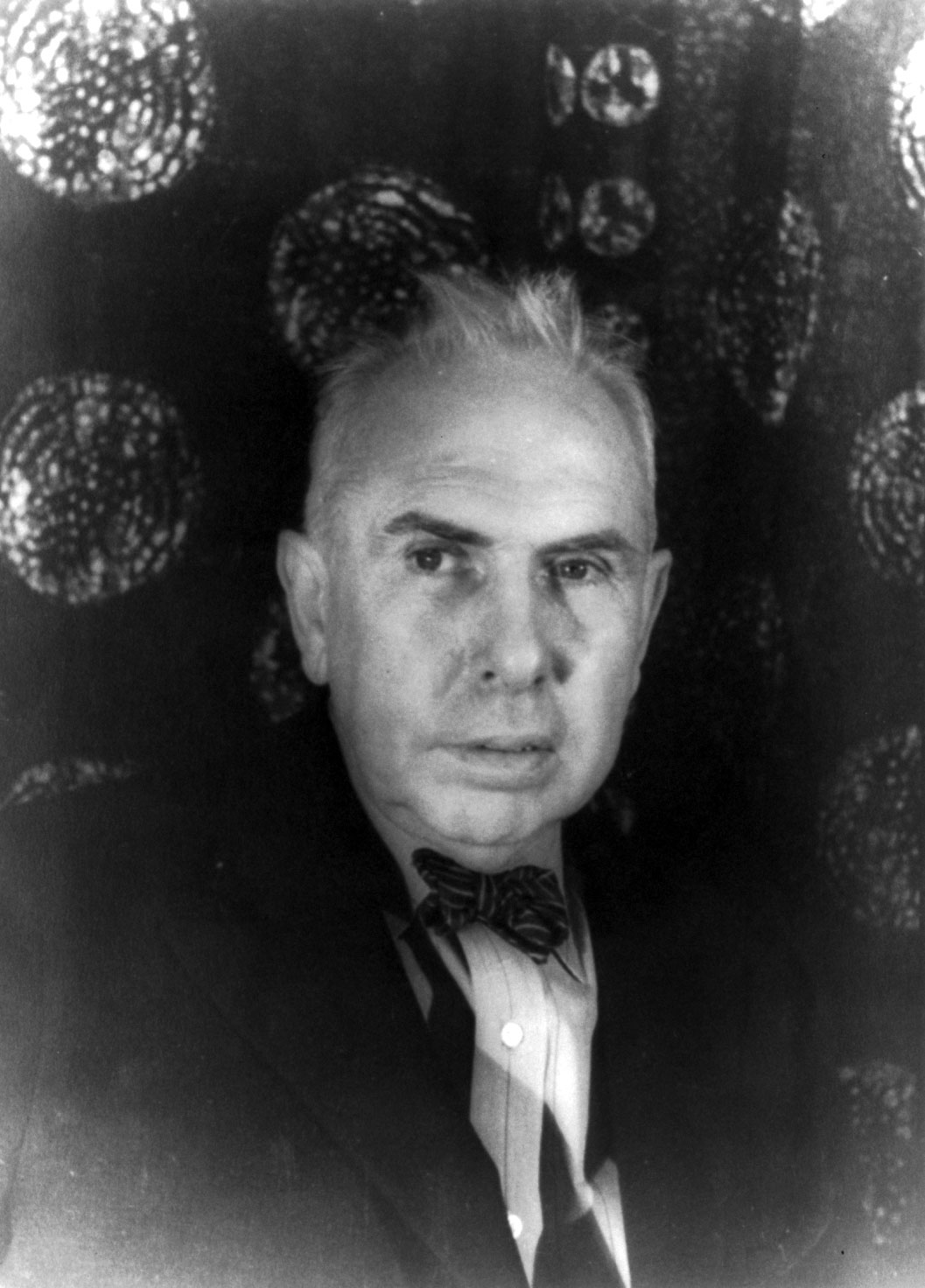
作家セオドア・ドライサー (1871-1945) 誕生

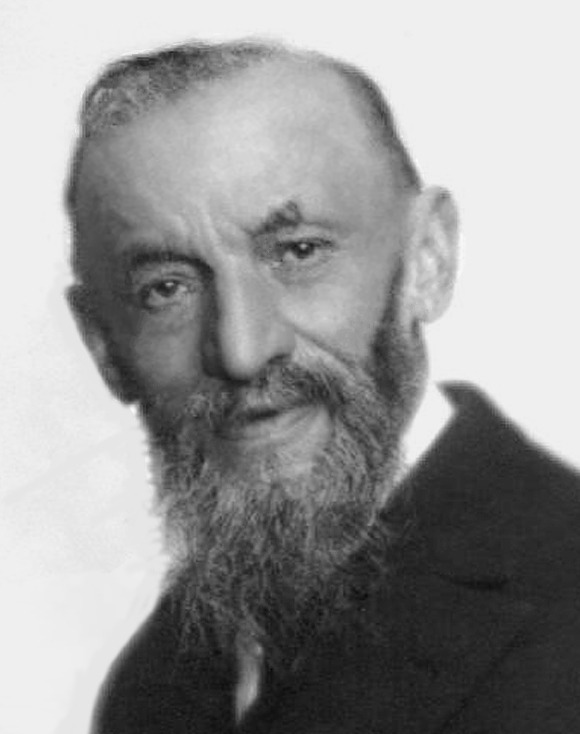
数学者ジュゼッペ・ペアノ (1858-1932)

| ある物事がどこで始まったかは完璧にどうでもいいことだ。唯一の問いは「それ自身がそれ自身として正しいか？」である。――『歴史哲学講義』(1832) |

| 私は描きたくないもの、既に存在しているものの写真を撮る。 |

| わたくしといふ現象は仮定された有機交流電燈のひとつの青い照明です。――『春と修羅』(1922) |

- 1407年（応永14年7月24日） - 足利義量、室町幕府第5代将軍（+ 1425年）
- 1471年 - ゲオルク、ザクセン公（+ 1539年）
- 1487年 - アンナ・フォン・ブランデンブルク、ブランデンブルク選帝侯家の公女（+ 1514年）
- 1512年 - フリードリヒ・スタフィラス（英語版）、ドイツの神学者（+ 1564年）
- 1545年 - アレッサンドロ・ファルネーゼ、パルマ公（+ 1592年）
- 1624年（寛永元年／大明天啓4年7月14日） - 鄭成功、明の軍人、政治家（+ 1662年）
- 1756年 - ルイーズ・ケラリオ、小説家、翻訳家、ジャーナリスト（+ 1822年）
- 1770年 - ゲオルク・ヴィルヘルム・フリードリヒ・ヘーゲル[7]、哲学者（+ 1831年）
- 1856年 - イヴァン・フランコ、詩人、作家（+ 1916年）
- 1858年 - ジュゼッペ・ペアノ、数学者（+ 1932年）
- 1865年 - チャールズ・ゲーツ・ドーズ、政治家、第30代アメリカ合衆国副大統領（+ 1951年）
- 1869年 - カール・ハウスホーファー、地政学者（+ 1946年）
- 1871年 - セオドア・ドライサー、小説家（+ 1945年）
- 1874年 - カール・ボッシュ、化学者、工学者（+ 1940年）
- 1877年 - チャールズ・ロールズ、ロールス・ロイス共同創業者（+ 1910年）
- 1883年 - 阿部次郎、哲学者、小説家（* 1959年）
- 1886年 - レベッカ・クラーク、ヴィオラ奏者（+ 1979年）
- 1890年 - マン・レイ、画家、彫刻家、写真家（+ 1976年）
- 1896年 - 宮沢賢治、詩人（+ 1933年）
- 1908年 - リンドン・B・ジョンソン、政治家、第36代アメリカ合衆国大統領（+ 1973年）
- 1908年 - ドナルド・ブラッドマン、クリケット選手（+ 2001年）
- 1909年 - レスター・ヤング、ジャズサクソフォーン奏者（+ 1959年）
- 1915年 - ノーマン・ラムゼー、物理学者（+ 2011年）
- 1916年 - マーサ・レイ、女優（+ 1994年）
- 1916年 - ハレット・チャンベル、フェンシング選手、オリンピック（1936年ベルリン大会）に出場した最初のムスリム女性（+ 2014年）
- 1918年 - イェレ・ゼイルストラ（英語版）、経済学者、オランダ首相（+ 2001年）
- 1921年 - 荒木正、元プロ野球選手（+ 生死不明）
- 1922年 - 宇野宗佑、政治家、第75代内閣総理大臣（+ 1998年）
- 1925年 - 丸谷才一、小説家、英文学者（+ 2012年）
- 1925年 - 河村順子、童謡歌手（+ 2007年）
- 1926年 - 山岡久乃、女優（+ 1999年）
- 1926年 - クリステン・ニゴール、数学者、政治家（+ 2002年）
- 1929年 - アイラ・レヴィン、小説家（+ 2007年）
- 1931年 - シュリ・チンモイ、ヨーガ指導者、アスリート、霊性の導師（グル）（+ 2007年）
- 1931年 - ジョー・カニンガム（英語版）、野球選手（+ 2021年）
- 1931年 - 村岡兼造、政治家（+ 2019年[8]）
- 1933年 - ナンシー・フライデー（英語版）、作家（+ 2017年
- 1934年 - 大月ウルフ、俳優（+ 2020年）
- 1935年 - アーニー・ブログリオ（英語版）、野球選手（+ 2019年）
- 1935年 - フランク・ヤブランス（英語版）、脚本家（+ 2014年）
- 1936年 - 連戦、中国国民党主席
- 1936年 - 広瀬叔功、元プロ野球選手、監督
- 1939年 - 鴨田勝雄、アマチュア野球指導者（+ 2002年）
- 1941年 - 江崎勝久、実業家
- 1941年 - 藤竜也、俳優
- 1942年 - 佐藤次高、歴史学者（+ 2011年）
- 1943年 - ヴォルフガング・ノルトウイック、陸上競技選手
- 1944年 - ティム・ボガート、ベーシスト、ヴォーカリスト （+ 2021年）
- 1945年 - 田中達彦、元プロ野球選手
- 1946年 - 柴宜弘、歴史家（+ 2021年）
- 1947年 - 青木和代、女優、声優
- 1947年 - 田中星児、歌手
- 1950年 - 池沢早人師、漫画家
- 1951年 - 生田啓一、元プロ野球選手
- 1951年 - 佐野仙好、元プロ野球選手
- 1951年 - 富倉安生、ベーシスト（元トランザム）
- 1951年 - 螢雪次朗、俳優
- 1951年 - バディ・ベル、元プロ野球選手
- 1952年 - マイク・エドワーズ、元プロ野球選手
- 1953年 - 坂本東一、元騎手、調教師
- 1954年 - 早坂直家、俳優
- 1954年 - デレック・ワーウィック、元F1レーサー
- 1954年 - 石井隆士、元陸上競技選手
- 1955年 - 真渕勝、政治学者
- 1957年 - ベルンハルト・ランガー、ゴルファー
- 1957年 - 長井健司、映像ジャーナリスト（+ 2007年）
- 1957年 - 木村理恵、女優
- 1958年 - 白石一文、作家
- 1958年 - 白石文郎、作家
- 1959年 - ゲルハルト・ベルガー、元F1レーサー
- 1959年 - 渡部絵美、元フィギュアスケート選手、タレント
- 1959年 - 田中毅彦、元プロ野球選手
- 1960年 - 黒原祐二、元プロ野球選手
- 1962年 - トム・フォード、ファッションデザイナー
- 1962年 - 西田実仁、政治家
- 1962年 - 蜂須賀祐一、スーツアクター
- 1962年 - 蜂須賀昭二、スーツアクター
- 1963年 - 金村義明、元プロ野球選手
- 1963年 - 伊藤洋介、歌手（東京プリン）
- 1963年 - 手島いさむ、ミュージシャン（UNICORN）
- 1964年 - 則竹裕之、ドラマー
- 1965年 - 津田寛治、俳優
- 1965年 - 鳴海剛、俳優
- 1965年 - 吉松孝博、アニメーター、キャラクターデザイナー
- 1966年 - 内池秀和、作曲家
- 1967年 - イーゴリ・ドブロヴォリスキー、元サッカー選手
- 1968年 - 八尋史朗、元プロボクサー
- 1969年 - 浅田信一、シンガーソングライター（元SMILE）
- 1969年 - 桂三度、お笑いタレント、構成作家
- 1969年 - シーザー・ミラン、ドッグトレーナー
- 1970年 - ジム・トーミ、元プロ野球選手
- 1970年 - 成田真由美、パラリンピック水泳選手
- 1970年 - 戸羽隆、元プロ野球選手
- 1970年 - 瀬戸熊直樹、プロ雀士
- 1971年 - 元木由記雄、元ラグビー選手、指導者
- 1971年 - 小原義之、元騎手
- 1972年 - 渡部高史、元プロ野球選手
- 1973年 - 井上亘、元プロレスラー
- 1973年 - 岡山哲也、元プロサッカー選手
- 1974年 - 後藤光貴、元プロ野球選手
- 1974年 - 坂本保、元野球選手
- 1975年 - 久保利明、将棋棋士
- 1975年 - 高井俊彦、お笑いタレント（元ランディーズ）
- 1975年 - ビョーン・イエロッテ、ヘヴィメタルミュージシャン（イン・フレイムス）
- 1975年 - 安藤匡史、俳優
- 1976年 - ミラノコレクションA.T.、元プロレスラー
- 1976年 - 渡辺俊介、元プロ野球選手
- 1976年 - マーク・ウェバー、レーシングドライバー
- 1976年 - 井場友和、元プロ野球選手
- 1977年 - 田中聡、元プロ野球選手
- 1977年 - ジャスティン・ミラー、プロ野球選手（+ 2013年）
- 1977年 - デコ、元サッカー選手
- 1979年 - 大塚雄三、シンガーソングライター（元CHARCOAL FILTER）
- 1979年 - 柳沢将之、元サッカー選手
- 1979年 - 田亮、元飛込競技選手
- 1980年 - パトリック・ワーティー、バスケットボール選手
- 1981年 - 南和彰、元プロ野球選手
- 1981年 - マクスウェル、サッカー選手
- 1981年 - ジュリアン、ファッションモデル
- 1981年 - 松沢蓮、俳優
- 1981年 - 重政豊、元お笑いタレント
- 1981年 - 松原秀、脚本家、放送作家
- 1982年 - 大柴広己、シンガーソングライター
- 1982年 - 山下穂尊、ミュージシャン（元いきものがかり）
- 1982年 - 手島優、タレント、元グラビアアイドル
- 1985年 - 浅津ゆうこ、バレーボール選手
- 1985年 - 黒宮ニイナ、タレント
- 1986年 - 金城宰之左、元プロ野球選手
- 1986年 - 白鳥翔、プロ雀士
- 1986年 - セバスティアン・クルツ、政治家、オーストリア首相
- 1987年 - ブレット・ボウチー、プロ野球選手
- 1987年 - 楠神順平、サッカー選手
- 1988年 - ジョンジョリーナ・アリー、歌手
- 1988年 - A.J.アクター、元プロ野球選手
- 1988年 - 萱野未久、元プロ野球選手
- 1988年 - 太田あゆみ、元プロ野球選手
- 1988年 - 安村直樹、アナウンサー
- 1989年 - SHO、プロレスラー
- 1990年 - トリ・ボウイ、陸上競技選手（+ 2023年）[9]
- 1990年 - ルーク・デ・ヨング、サッカー選手
- 1990年 - ファビオ・ヘンリケ・ペナ、サッカー選手
- 1990年 - テイラー・ミッチェル、フォークシンガー（+ 2009年）
- 1991年 - 大高力也、俳優
- 1992年 - 柿田裕太、元プロ野球選手
- 1992年 - 剛力彩芽、女優、ファッションモデル、歌手[10]
- 1992年 - 田中貴也、プロ野球選手
- 1992年 - どんぐりたけし、お笑いタレント
- 1992年 - 松村沙友理、タレント（元乃木坂46）
- 1993年 - ザラ・ヘッケン、元フィギュアスケート
- 1993年 - 喜入友浩、アナウンサー
- 1993年 - 永田崇人、俳優
- 1995年 - 大久保祥太郎、俳優
- 1996年 - せかねこ、漫画家
- 1997年 - 川井友香子、アマチュアレスリング選手
- 1997年 - カロリン・クレア・リーヴィット、政治活動家
- 1998年 - 藍沢せいな、ファッションモデル、クラブソシエトップホステス
- 1998年 - 北方沙映、サッカー選手
- 1998年 - 塚田恵梨花、女流棋士
- 1998年 - 村島未悠、グラビアアイドル
- 1998年 - ジュン、YouTuber（ステゴロパンチャーズ）
- 2000年 - 濱田龍臣、俳優
- 2001年 - 剣持菜乃、アイドル（IS:SUE）
- 2001年 - 湯浅仁、陸上競技選手
- 2002年 - 片山由菜、サッカー選手
- 2005年 - 阿部ここは、ファッションモデル
- 生年非公表 - 金光祥浩、声優

## 忌日

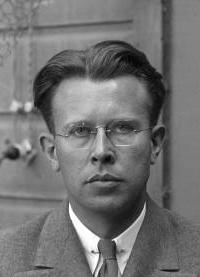
物理学者アーネスト・ローレンス(1901-1958)

- 827年 - エウゲニウス2世、第99代ローマ教皇（生年不明）
- 1394年（応永元年8月1日）- 長慶天皇、第98代天皇（* 1343年）
- 1521年 - ジョスカン・デ・プレ、作曲家（* 1450年頃）
- 1522年 - ジョヴァンニ・アントニオ・アマデーオ、建築家、彫刻家（* 1447年）
- 1572年 - クロード・グディメル、作曲家（* 1510年頃）
- 1576年 - ティツィアーノ・ヴェチェッリオ、画家（* 1490年頃）
- 1590年 - シクストゥス5世、第227代ローマ教皇（* 1520年）
- 1635年 - ロペ・デ・ベガ、劇作家（* 1562年）
- 1664年 - フランシスコ・デ・スルバラン[11]、画家（* 1598年）
- 1676年 - ジョアン・セレロールス、作曲家、ベネディクト会修道士（* 1618年）
- 1727年 - アールト・デ・ヘルデル、画家（* 1645年）
- 1851年 - フェルディナント・ゲオルク・フォン・ザクセン＝コーブルク＝ザールフェルト＝コハーリ、ザクセン＝コーブルク＝ゴータ公子（* 1785年）
- 1863年（文久3年7月14日） - 会沢正志斎、儒学者（* 1782年）
- 1876年 - ウジェーヌ・フロマンタン、小説家、画家（* 1820年）
- 1879年 - ローランド・ヒル、イギリスの郵便制度改革者、郵政相（* 1795年）
- 1914年 - オイゲン・フォン・ベーム＝バヴェルク、経済学者（* 1851年）
- 1931年 - フランク・ハリス、小説家（* 1856年）
- 1935年 - フリードリッヒ・オットー・ショット、化学者、ショットAG創業者（* 1856年）
- 1937年 - 第2代ロスチャイルド男爵ウォルター・ロスチャイルド、動物学者（* 1868年）
- 1944年 - マファルダ・ディ・サヴォイア、ヘッセン＝カッセル方伯フィリップの妻（* 1902年）
- 1949年 - 上村松園、日本画家（* 1875年）
- 1953年 - ニコライ・ベレゾフスキー、ヴァイオリニスト・作曲家（* 1900年）
- 1958年 - アーネスト・ローレンス、物理学者（* 1901年）
- 1963年 - W・E・B・デュボイス、公民権運動指導者（* 1868年）
- 1965年 - ル・コルビュジエ、建築家（* 1887年）
- 1967年 - ブライアン・エプスタイン、ザ・ビートルズのマネージャー（* 1934年）
- 1971年 - マーガレット・バーク＝ホワイト、報道写真家（* 1904年）
- 1975年 - ハイレ・セラシエ1世、エチオピア皇帝（* 1892年）
- 1979年 - ルイス・マウントバッテン、イギリス海軍元帥、インド総督（* 1900年）
- 1983年 - 野津謙、サッカー選手、指導者（* 1899年）
- 1990年 - スティーヴィー・レイ・ヴォーン、ブルースギタリスト、歌手（* 1954年）
- 1996年 - 小林昭二、俳優（* 1930年）
- 1999年 - エルデル・カマラ、カトリック教会の大司教（* 1909年）
- 2005年 - 楠部大吉郎、アニメーター（* 1934年）
- 2005年 - 早川謙之輔、木工家（* 1938年）
- 2008年 - 永田雅宜、数学者（* 1927年）
- 2009年 - セルゲイ・ミハルコフ、小説家（* 1913年）
- 2009年 - ショータ・チョチョシビリ、柔道家、格闘家（* 1950年）
- 2010年 - アントン・ヘーシンク、柔道家、プロレスラー（* 1934年）
- 2011年 - タン・ロン、映画俳優（* 1957年）
- 2012年 - 横森良造、アコーディオン奏者（* 1933年）
- 2016年 - 松山善三、映画監督、脚本家（* 1925年）
- 2017年 - 荒木恒竹、アナウンサー（* 1960年）
- 2019年 - ダウダ・ジャワラ、政治家、初代ガンビア共和国大統領（* 1924年）
- 2019年 - 久保田カヨ子、教育評論家（* 1932年）
- 2019年 - 二代目野坂操壽、箏曲家、作曲家（* 1938年）
- 2020年 - 福嶋一雄、野球選手（* 1931年）
- 2020年 - 名畑崇、歴史学者（* 1933年）
- 2020年 - ボブ・アームストロング、プロレスラー（* 1939年）
- 2020年 - 原口典之、美術家（* 1946年）
- 2020年 - 益子修[12][13][14]、三菱自動車前代表取締役（* 1949年）
- 2021年 - エドモンド・フィッシャー、生化学者（* 1920年）
- 2021年 - 三遊亭多歌介、落語家（* 1966年）
- 2022年 - 二代目三遊亭金翁（四代目三遊亭金馬）、落語家（* 1929年）
- 2023年 - ジョー・ザ・プラマー（ジョー・ワーゼルバッカー）、政治活動家（* 1973年）

## 記念日・年中行事

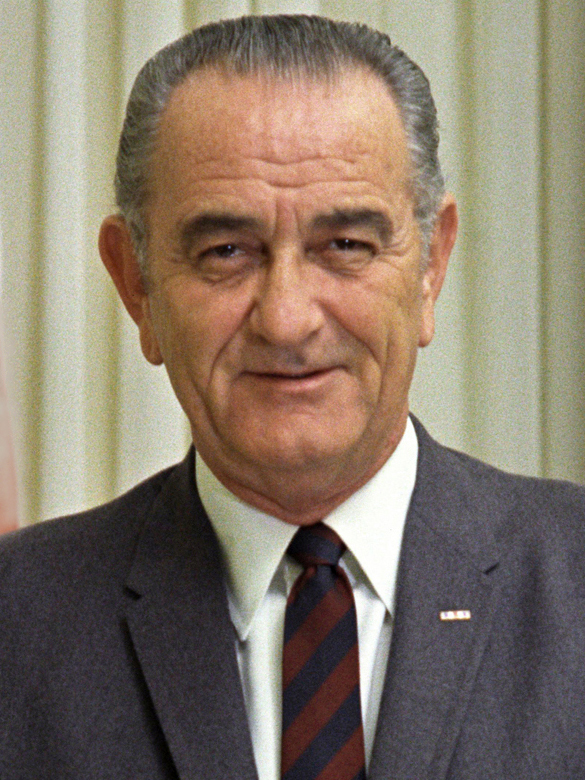
第36代アメリカ合衆国大統領、リンドン・ジョンソン(1908-1973)。テキサス州出身

- 独立記念日（ モルドバ）
1991年のこの日、モルドバがソビエト連邦から独立。
- リンドン・ベインズ・ジョンソンの日（英語版）（ アメリカ合衆国 テキサス州）
テキサス州出身の第36代アメリカ合衆国大統領リンドン・ジョンソンの1908年の誕生日を記念した州の祝日。
- 男はつらいよの日／寅さんの日（ 日本）
1969年のこの日に『男はつらいよ』シリーズの第1作が公開されたことに由来。
- ジェラートの日（ 日本）
1953年のこの日にローマの休日がアメリカで公開されたことにちなんで、日本ジェラート協会が制定[15]。